# Düsseldorfer Abkommen (1939)
Das Düsseldorfer Abkommen war eine Zwölf-Punkte-Erklärung vom 16. März 1939 der britischen Federation of British Industries (F.B.I) und der deutschen Reichsgruppe Industrie für eine engere Kooperation der britischen und deutschen Industrie. 

## Vorgeschichte
Dem Abkommen vorausgegangen waren die Verständigungen der Industrien beider Länder im Internationalen Stahlkartell und in der Internationalen Kokskonvention von 1937.
Der Beschluss für ein Treffen der industriellen Spitzenverbände fiel am 9. November 1938, bei einem Treffen von Vertretern des Board of Trade und der F.B.I mit einer deutschen Wirtschaftsdelegation sowie Vertretern der Reichsbank, des Auswärtigen Amtes und des Reichswirtschaftsministeriums in London. Am 21. und 22. Dezember 1938 fanden Vorbesprechungen in London statt, denen noch weitere folgten. Auf diesen Besprechungen kam es zu Vereinbarungen über ein anglo-deutsches Kohlenkartell sowie über den Aufbau weiterer Kartelle.
Am 21. Februar 1939 veröffentlichte die Times einen Leitartikel mit dem Titel „Peace Through Trade“, der ausführte, dass die Aufgabe der Besprechungen die Vermeidung eines Handelskrieges sei. Bei einem Meeting der F.B.I am Vorabend der Abreise der britischen Delegation äußerte Walter Runciman:

„Gentlemen, the peace of Europe is in your hands.“

## Das Abkommen
Die Hauptkonferenz fand am 15. und 16. März 1939 in Düsseldorf statt. Mehrere Dutzend Vertreter einigten sich auf das Ziel „marktzerstörende Konkurrenz“ und „ungesunden Wettbewerb“ zwischen den Industrien beider Länder zu beseitigen. Dazu wurden Regelungen zu Preisfragen und ebenso Fragen zur Aufteilung von Märkten fixiert, so dass man von einem Kartell sprechen kann.
Am selben Tag fand der Einmarsch in die Rest-Tschechei statt. Da die Regierungen beider Länder in zunehmende Feindschaft gerieten, verliefen die Bemühungen im Sande. Zu einer Einladung für die Sitzung des gemeinsamen Ausschusses kam es nicht mehr.

## Reaktion
In Washington wurde das Düsseldorfer Abkommen im Licht einer gefürchteten Bildung eines deutsch-englischen Wirtschaftsblocks gegen die US-amerikanische Open Door Policy gesehen und löste eine scharfen Protest der US-amerikanischen Regierung aus.
Für Autoren der DDR ist für jeden „marxistischen Beobachter“ klar, dass die wiederholten Gespräche über die Aufteilung von Weltmärkten und Preis- und Währungsabkommen ein klarer Beweis dafür sind, dass die rivalisierenden Monopollager ihre Konflikte durch einen Angriff auf die Sowjetunion lösen wollten und die Westmächte Hitler „Freie Hand in Osteuropa“ geben wollten.